# Hissjö
Hissjö is een plaats in de gemeente Umeå in het landschap Västerbotten en de provincie Västerbottens län in Zweden. De plaats heeft 447 inwoners (2005) en een oppervlakte van 68 hectare. De plaats ligt aan de noordoever van het meer Hissjön.

## Verkeer en vervoer
Bij de plaats loopt de Länsväg 363.